# Главні надражі (станція метро)
50°04′58″ пн. ш. 14°26′08″ сх. д. / 50.08278° пн. ш. 14.43556° сх. д.
Главні надражі (чеськ. Hlavní nádraží — головний вокзал) — станція празького метрополітену на лінії C. Відкрита 9 травня 1974 року у складі першої черги празького метро. Розташовується в нижньому ярусі нової будівлі Головного вокзалу Праги. Вихід з станції здійснюється безпосередньо у підземну частину Головного вокзалу.
Конструкція станції: колонна двопрогінна мілкого закладення (глибина закладення 6,5 м) з двома береговими платформами.